# Love, in Itself
Love, in Itself este o piesă a formației britanice Depeche Mode. Piesa a apărut pe albumul Construction Time Again, în 1983.